# Гиловская, Зыта
Зыта Янина Гиловская (пол. Zyta Janina Gilowska; 7 июля 1949, Нове-Място-Любавске, Польская Республика — 5 апреля 2016, Свидник, Люблинское воеводство, Польша) — польский государственный деятель, министр финансов и вице-премьер Польши (2006—2007).

## Биография
Окончила экономический факультет Варшавского университета, защитила докторскую степень по экономике сельского хозяйства.  Она читала лекции в Люблинском католическом университете, где с 2001 года занимала должность профессора.
С 1972 по 1985 гг. являлась научным сотрудником, а с 1995 по 1999 гг. — доцентом люблинского Университета Марии Кюри-Склодовской. В 2001 г. стала профессором Люблинского католического университета. В августе 1999 г. ей было присваоено ученое звание профессора. Также была членом отделения экономических наук Польской академии наук.
В 1990-х гг. была активным участником Либерально-демократического конгресса.
С 1994 по 1996 гг. была членом либеральной партии «Уния Свободы». Также была заместителем председателя партии «Гражданская платформа» (2003—2005), однако покинула ее ряды в мае 2005 г. в знак протеста против обвинений однопартийцев в кумовстве.
С 2001 по 2005 г. была депутатом Сейма. Являлась заместителем председателя Комитета по государственным финансам.
В октябре 2006 г. возглавляла финансовый надзорный орган Польши и Европейский инвестиционный банк Польши.
В 2006—2007 гг. занимала должность заместителя премьер-министра и министра. В этот период ей предъявлялись общественные обвинения в сотрудничестве с коммунистическими властями времен ПНР.
В феврале 2010 г. президент Лех Качиньский назначил Гиловскую в Совет по денежно-кредитной политике. В октябре 2015 г. она была включена в состав правительственного Совета национального развития.

## Награды и звания
Награждена Большим крестом Ордена Возрождения Польши (посмертно).
«Женщина года 2002», по словам читателей «Twój Styl».

## Источник
- https://web.archive.org/web/20160406212040/http://wiadomosci.gazeta.pl/wiadomosci/1,114871,19868513,zyta-gilowska-nie-zyje-byla-minister-finansow-zmarla-po-ciezkiej.html
- http://www.eib.org/en/infocentre/press/news/all/zyta-gilowska-new-governor-for-poland.htm